# Residencial del Remei
Residencial del Remei és una urbanització del municipi d'Alcover, a l'Alt Camp. Segons les dades de població del 2013, la urbanització residencial del Remei, té 194 habitants.
Està situada a l'oest del centre urbà, a la Vall del Riu Glorieta, dins la Serra de Prades.